# Міфологія алтайців
Міфоло́гія алта́йців — сукупність міфологічних поглядів, вірувань і культів алтайців.
У міфології алтайців існувало уявлення як і про три внутрішні світи великого Всесвіту (небесний, земний і підземний), так і про безліч його сфер, шарів або ярусів, в яких мешкають багато персонажів алтайської міфології.
У небесній сфері мешкають світлі й доброзичливі божества та духи. Верховними небожителями, деміургами, творцями світу різних релігійно-міфологічних традицій вважалися Юч-Курбустан, Ульгень, Бурхан, Кудай.
У земній сфері мешкає людина й численні земні божества та духи-господарі навколишньої природи: духи вогню, вітру, води, гір, лісів, джерел, домашні духи.
У підземному світі живуть духи, ворожі людині. Владикою підземного світу є Ерлік, брат Кудая (бога). 
У міфології алтайців головний творець худоби й людей Кеде Менке Адаз живе на дев'ятому небі, він господар всіх небожителів улгенів, його зброя — блискавка та промінь світла. Нижчим за ієрархією є грізне божество небесного вогню — Ялкен. За даними Г. Н. Потаніна алтайсько-хакаський Кудай представляв володаря верхнього світу. В уявленнях алтайців (а також тувинців і якутів) Улуу — небесне божество, яке створює грім. А. В. Анохін вважає, що в шаманській міфології алтайців духи вищого розряду, в тому числі й Ерлік, називаються «тӧс» (основа), а нижчі за рангом — чисті духи (ару-кöрмöси), «таянганым» (моя опора). Кожен чистий дух має свого тöся і, ймовірно, він до нього «кланяється» (якщо тöс — дух гори) або «омивається» (якщо той — дух озера).
У шаманстві та міфології алтайців присутні й багато уявлень про ведмедя.

## Космогонія
Творцем усього сущого, деміургом, Ульгень став за допомогою Священної Білої Матері (Ак-Ене). Створення тривало шість днів. Ульгень створив не тільки землю, небо, сонце, місяць, веселку, грім, вогонь, але й створив першу людину, кістки якої були зроблені з очерету, а тіло — з глини. Він створив собаку (Ійт) й звелів їй вартувати перших людей. Він же створив богатирів Майдере і Мангдишіре. Створив каміння, дерева, посадив квіти. Він є творцем голови й пуповини в людей і худоби, творець пасовищ та людських осель. Перед потопом він доручив Наме побудувати пліт і наказав посадити на нього всіх звірів і птахів.

## Верхній світ
- Кудай
- Ульгень
- Юч-Курбустан
- Бурхан
- Ак-Ене
- Кайракан
- Каршит[ru]
- Умай[ru]
- От-Ене
- Майдере
- Мангдишіре
- Д'яячи[ru]
- Тюрюн-Музикай
- Коча-кан

### Духи верхнього світу
- Д'яйик[ru]
- Суйла[ru]
- Карлик[ru]
- Каракуш-кан[ru]
- Кургай-кан
- Уткучи
- Чимар-кас
- Куралдай
- Келегей[ru]
- Ермен-хан

### Предки
- Шангдими[ru]
- Тепкара[ru]
- Поудо-Сонко[ru]
- Таргин-нама[ru]
- Д'яра-Чечен[ru]

## Нижній світ
- Ерлік
- Караш (міфологія)[ru]
- Кагир-кан[ru]
- Пургул-кан
- Синзай-хан

### Духи нижнього світу
- Кьормьос-духи
- Узют-ангел нижнього світу
- Алдачи-ангел смерті

## Середній світ

### Нижча міфологія[ru]
- Алтай еззі (дух-господар Алтая)
- Д'єрдін еззі (дух-господар Землі)
- Туунин (дух-господар гір)
- Д'єр-Суу (Земля-Вода)
- Суу еззі[ru] (дух-господар води)
- Аржан, кутук (дух-господар цілющої води)
- Сари-емеєн, Куу-емеєн (духи-господарі вітру та вихора урагана)
- Тьяликан-еззі / Д'ялкин-еззі (дух-господар блискавок)

### Духи дому та сімейно-родові хранителі (коручилар)
- Бабирган (гора)[ru]
- От-еззі (господар вогню)
- Емегендер (духи материнського роду)
- Енекелер (праматері, матері Емегендер)

## Нижча міфологія
- Албасти (Алмис)
- Д'єлбеген